# Dovednost
Dovednost (angl. skill) je učením a praxí získaná dispozice ke správnému, kvalitnímu, rychlému a úspornému vykonávání určité činnosti vhodnou metodou. Jinými slovy jde o vlastnost živého objektu, která vyjadřuje jeho schopnosti.

## Druhy dovedností
Klasická psychologie rozděluje zpravidla dovednosti na intelektové, senzomotorické a motorické. Poslední dobou se však používá pojmu i v jiných oblastech, například v pojmech sociální dovednost, asertivní dovednost aj., kde bývá občas nahrazován výrazem kompetence.
V psychologii, zejména v manažersky zaměřených oborech, bývá používáno ještě rozlišení na takzvané měkké a tvrdé dovednosti, uváděné zpravidla pod anglickým názvem:
- soft skills (měkké dovednosti, měkké kompetence) - jejich úroveň nelze jednoznačně objektivně změřit. Jsou souborem požadavků, potřebných např. pro kvalitní pracovní výkon, které nejsou závislé na konkrétní odbornosti, ale na komplexních schopnostech člověka. Mají průřezový charakter a jsou napříč obory přenositelné a uplatnitelné.V managementu sem spadá dovednost řízení lidí, ovládání svých emocí, ale i kolektivní sporty apod.
- hard skills (tvrdé dovednosti) - jejich úroveň je jednoznačně měřitelná (dá se ověřit testem nebo praktickou zkouškou), respektive lze definovat jejich složky a měřit proměnné jako třeba četnost, množství či počet chyb. Jsou souborem odborných požadavků (teoretických znalostí, praktických dovedností) potřebných např. pro výkon povolání.Patří sem většina individuálních sportů, práce s nástrojem, obsluha strojů atd.

## Dovednost v behaviorální psychologii
Behaviorální psychologie má svou vlastní, poměrně přesnou definici slova dovednost, jejímž cílem je vyloučit jakékoliv vrozené dispozice. Podle behaviorismu se jakákoliv reakce musí alespoň jednou objevit, aby mohla být odměněna (např. uspokojením). Uspokojení samo však nemůže vyvolat reakci, pouze zvyšuje pravděpodobnost stejného chování i v budoucnu. Můžeme však samozřejmě pozorovat pouze častost tohoto budoucího chování, nikoli pravděpodobnost k němu.
Takto se neobehaviorismus vyhýbá definici vloh či schopností k nějaké dovednosti. Dovednost je pozorovaná častost určitého chování, nikoli skryté vlohy, předpoklady apod.